# Râul Târnava Mare între Copșa Mică și Mihalț
Râul Târnava Mare între Copșa Mică și Mihalț este o arie protejată (arie specială de conservare — SAC, sit de importanță comunitară — SCI) din România, desemnată în scopul protejării biodiversității și menținerii într-o stare de conservare favorabilă a florei spontane și faunei sălbatice, precum și a habitatelor naturale de interes comunitar aflate în arealul zonei de protecție. Aceasta se întinde pe o suprafață de 888,7 ha, integral pe uscat.

## Localizare
Centrul sitului Râul Târnava Mare între Copșa Mică și Mihalț este situat la coordonatele 46°05′09″N 24°04′16″E / 46.085911°N 24.071075°E. Situl se întinde pe teritoriul administrativ al municipiului Blaj și pe cele ale comunelor Cenade, Crăciunelu de Jos, Mihalț și Valea Lungă din județul Alba și pe cele ale comunelor Axente Sever, Șeica Mică și Micăsasa din județul Sibiu.

## Înființare
Situl Râul Târnava Mare între Copșa Mică și Mihalț a fost declarat sit de importanță comunitară (ROSCI0382) în septembrie 2011 pentru a proteja 14 specii de animale. Situl a fost protejat și ca arie specială de conservare (ROSAC0382) în mai 2022.

## Biodiversitate
Situată în ecoregiunea continentală, aria protejată nu include niciun habitat protejat.
La baza desemnării sitului se află mai multe specii protejate:
- amfibieni (4): buhai de baltă cu burtă roșie (Bombina bombina), izvoraș-cu-burta-galbenă (Bombina variegata), triton cu creastă (Triturus cristatus), tritonul comun transilvănean (Triturus vulgaris ampelensis)
- mamifere (2): castor (Castor fiber), vidră de râu (Lutra lutra)
- nevertebrate (2): libelulă (din specia Ophiogomphus cecilia), scoică-mică-de-râu (Unio crassus)
- pești (5): avat (Aspius aspius), boarță (Rhodeus amarus), porcușor de nisip (Romanogobio kesslerii), porcușor de șes (Romanogobio vladykovi), câră (Sabanejewia balcanica)
- reptile (1): țestoasa de baltă (Emys orbicularis)